# Estadio Complejo Anselmo Meirana
Estadio Anselmo Meirana es donde oficia de local el Piriápolis Fútbol Club. El escenario debe su nombre a quien fuera uno de los socios fundadores y alma mater de la institución desde 1924.
Se encuentra emplazado en la zona que antiguamente se encontraba el Parque Gomensoro, y está rodeado de un entorno arbolado y con una hermosa vista al Cerro del Toro. Cuenta con un aforo de 1.500 espectadores, una tribuna principal y cabinas de transmisión. Las dimensiones de la cancha son de 100 metros de largo por 75 de ancho, siendo una de las más grandes de la Zona Oeste del departamento de Maldonado. El acceso principal al Estadio es por la calle Misiones y Niza.
Fue inaugurado el 7 de mayo de 1972, en un partido amistoso contra el club Sudamérica de Maldonado.